# Louis-Audet Lapointe
Pour les articles homonymes, voir Lapointe.
Louis-Audet Lapointe (16 mai 1860-7 février 1920) fut un grossiste, marchand et homme politique fédéral du Québec.

## Biographie
Né à Contrecœur en Montérégie dans le Canada-Est, Louis-Audet Lapointe commença sa carrière politique en devenant conseiller municipal au conseil de la ville de Montréal de 1900 à 1916. Il tenta de devenir maire de cette ville lors des élections municipales de 1916, mais sans succès. Devenu député du Parti libéral du Canada dans la circonscription de Saint-Jacques lors des élections de 1911, il sera réélu en 1917. Il décéda en fonction en 1920, permettant à Fernand Rinfret d'entrer au parlement fédéral.